# Eric Merriman
Pour les articles homonymes, voir Merriman.
Eric Merriman est un scénariste et acteur anglais né le 6 décembre 1924 à Golders Green, Londres (Royaume-Uni), décédé le 2 juin 2003  dans la même ville).

## Filmographie

### comme scénariste
- 1966 : Mild and Bitter (série TV) : Various roles
- 1967 : Around with Allen (TV)
- 1967 : Did You See Una? (TV)
- 1979 : The Dick Emery Comedy Hour (TV)

### comme acteur
- 1965 : Call It What You Like (série TV) : Various roles